# Stanisław Domasik
Stanisław Domasik (ur. 1884 w Witkowicach, zm. 19 października 1948 w Krakowie) – polski duchowny rzymskokatolicki, doktor teologii, kanonik Krakowskiej Kapituły Katedralnej, proboszcz bazyliki archikatedralnej św. Stanisława i św. Wacława w Krakowie.

## Życiorys
Urodził się w 1884 w Witkowicach. Pierwotnie rozpoczął studia na Uniwersytecie Jagiellońskim, po czym przeniósł się do seminarium i w 1909 otrzymał sakrament święceń zostając duchownym rzymskokatolickim. W 1912 uzyskał tytuł naukowy doktora teologii na Uniwersytecie w Innsbrucku. Po wybuchu I wojny światowej został wcielony do c. i k. armii i służył jako kapelan wojskowy.
Po odzyskaniu przez Polskę niepodległości został proboszczem Parafii Opatrzności Bożej w Białej Krakowskiej. W 1924 abp Adam Stefan Sapieha mianował go kanonikiem Kapituły Metropolitalnej Krakowskiej, którą ks. Domasik pełnił do końca istnienia II Rzeczypospolitej.
Od 1932 do 1948 sprawował urząd proboszcza bazyliki archikatedralnej św. Stanisława i św. Wacława w Krakowie. W nocy z 23/24 czerwca 1937 uczestniczył w ceremonii przeniesienia trumny ze zwłokami trumny Józefa Piłsudskiego pochowanego na Wawelu z krypty św. Leonarda do krypty pod Wieżą Srebrnych Dzwonów, podpisując stosowny protokół (wydarzenie to wywołało tzw. konflikt wawelski).
11 listopada 1937 otrzymał Krzyż Komandorski Orderu Odrodzenia Polski „za zasługi na polu pracy społecznej”.
Podczas II wojny światowej w czasie okupacji niemieckiej pełnił funkcję kanclerza Kurii Metropolitalnej w Krakowie. Został usunięty z pomieszczeń w komnatach wawelskich, które zajął generalny gubernator okupowanych ziem polskich (Generalne Gubernatorstwo), Hans Frank.
Zmarł 19 października 1948. Został pochowany w grobowcu kanoników Krakowskiej Kapituły Katedralnej na cmentarzu Rakowickim w Krakowie (pas LD, rząd zachód).